# 救急看護認定看護師
救急看護認定看護師 (Certified　Nurse in Emergency Nursing ) とは、認定看護師の認定看護分野のひとつ。
日本看護協会の認定看護師認定審査に合格することが必要。

## 概要
病院の救急部門（救命救急センター等）や救急外来などに勤務し、疾病、外傷、脳血管障害、中毒などの多種多様な疾病・外傷を有したあらゆる救急患者とその家族に対処する看護を行う。また、下記の知識と技術を持つ。
- 救急医療現場における病態に応じた迅速な救命技術、トリアージの実施
- 災害時における急性期の医療ニーズに対するケア
- 危機状況にある患者・家族への早期的介入および支援

## 沿革
- 1995年11月、日本看護協会により救急看護認定看護師が制定。認定看護分野の嚆矢である。
- 1997年 6月、日本看護協会により救急看護認定看護師が認定開始。